# NGC 4725
NGC 4725 este o galaxie seyfert de tip 2⁠(d) situată în constelația Părul Berenicei. A fost descoperită în 10 aprilie 1785 de către William Herschel. Se află la o distanță de 12,88 megaparseci de Pământ.